# 施萊普富爾湖
52°31′42″N 13°36′37″E / 52.52833°N 13.61028°E

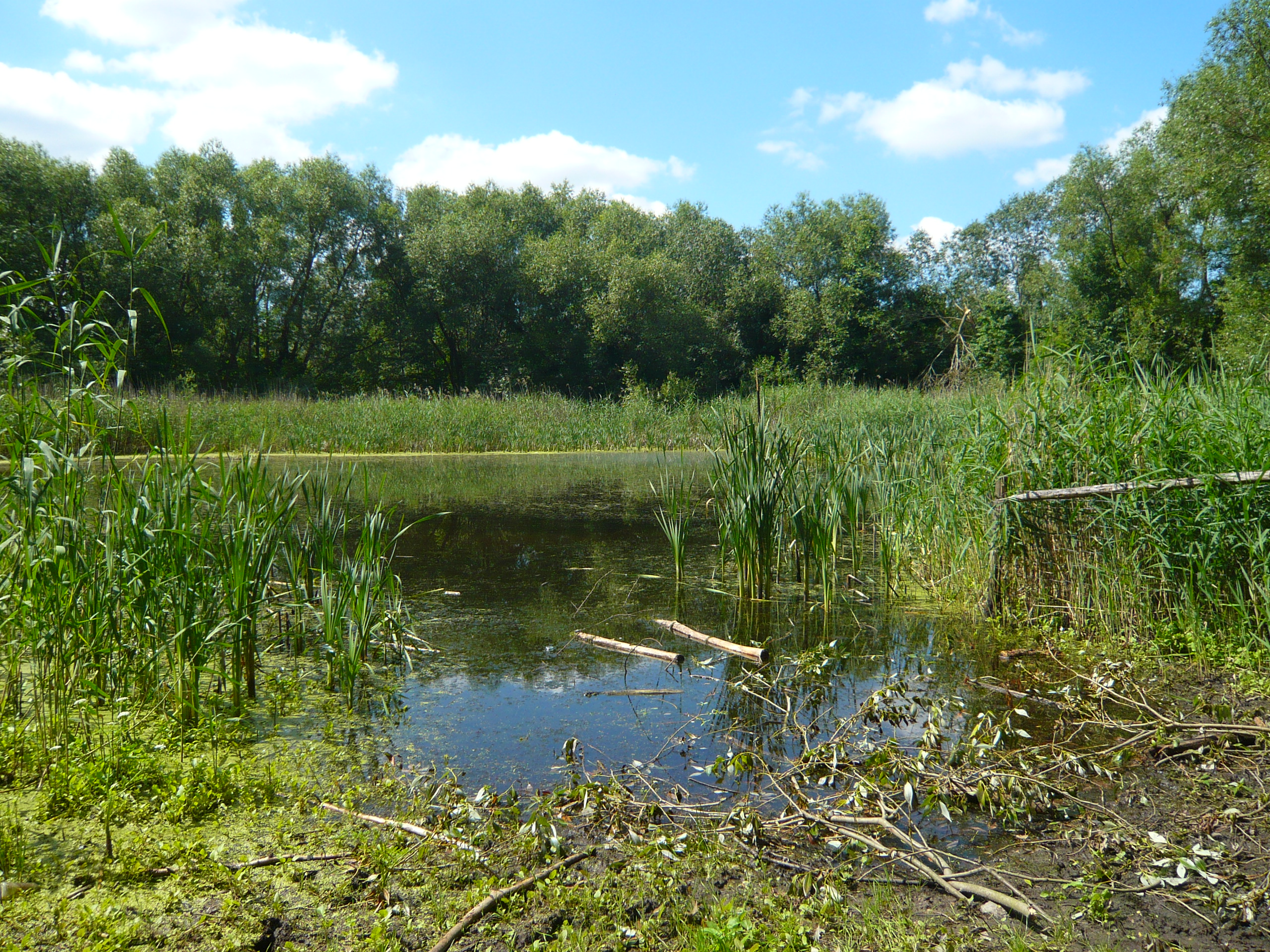

施萊普富爾湖（德語：Schleipfuhl），是德國的湖泊，位於該國首都柏林，由馬爾燦-黑勒斯多夫行政區負責管轄，該湖泊面積1.4平方公里，海拔高度55米。